# Towarzystwo Samorządowe
Towarzystwo Samorządowe – polska, regionalna organizacja samorządowa, działająca na terenie powiatu konińskiego, kolskiego, tureckiego, słupeckiego i miasta Konina.

## Historia

### Powstanie Towarzystwa Samorządowego
Towarzystwo Samorządowe zostało założone przez byłych działaczy Komitetu Obywatelskiego „Solidarność” Regionu Konińskiego, skupionych wokół Ireneusza Niewiarowskiego, z którego inicjatywy powstała grupa założycielska. Pierwsze propozycje powołania takiej organizacji pojawiły się po wyborach samorządowych w 1990 roku, pierwsze kroki ku stworzeniu organizacji miały jednak miejsce w 1993 roku. 
W skład komitetu założycielskiego weszli Ireneusz Niewiarowski, Grzegorz Siwiński, Tomasz Nuszkiewicz, Piotr Krajewski, Piotr Schulz i Jan Nowak. Zebranie założycielskie Towarzystwa Samorządowego miało miejsce 12 lutego 1994 roku w Urzędzie Miejskim w Koninie. W pierwszym zarządzie TS zasiedli: Ireneusz Niewiarowski, Piotr Schulz, Piotr Krajewski, Jan Nowak, Tomasz Nuszkiewicz, Stanisław Frankiewicz, Wacław Cegielski i Grzegorz Siwiński. Stowaryszenie zostało zarejstrowane przez Sąd Wojewódzki w Koninie 14 kwietnia 1994 roku.
30 sierpnia 1994 roku w Sejmiku Samorządowym Województwa Konińskiego powołano Klub Towarzystwa Samorządowego, do którego dołączyło 17 delegatów, a klub został największym klubem w Sejmiku.
12 lutego 1995 roku w Koninie odbył się pierwszy Zjazd Wojewódzki TS, w którym wzięło udział 96 delegatów z 35 gmin województwa konińskiego. Założycielami struktur stowarzyszenia w gminach byli dawni działacze komitetów „Solidarności”, „Solidarności” Rolników Indywidualnych oraz Stronnictwa Konserwatywno-Ludowego. Teren działalności stowarzyszenia podzielono na cztery rejony: turecki, słupecki, kolski i koniński. W następnych latach działacze Towarzystwa Samorządowego nawiązali współpracę z działaczami lokalnymi z Gostynina, którzy założyli później Gostynińską Wspólnotę Samorządową.

### Działalność stowarzyszenia
Na przełomie 1994 i 1995 roku działacze Towarzystwa protestowali przeciwko pomysłom zahamowania reformy samorządowej, promowało także utworzenie powiatów. W grudniu 1994 roku z inicjatywy stowarzyszenia zorganizowano w Koninie konferencję „Przyszłość reformy samorządowej. Powiat jako drugi szczebel samorządu terytorialnego: za i przeciw”, w której udział brali m.in. Andrzej Stasiak, Michał Strąk i Michał Kulesza. W 1995 roku działacze stowarzyszenia uczestniczyli w seminarium w Höxter, którego uczestnicy zdecydowali o powołaniu Forum Polsko-Niemieckiego. Towarzystwo Samorządowe podjęło także współpracę z Niemieckim Związkiem Powiatów. Od 1995 roku prowadzono działania w celu powołania Paktu Regionalnego, który miałby kształtować i wspierać rozwój dawnego województwa konińskiego, do utworzenia paktu zaproszno instytucje gospodarcze, naukowe, finansowe oraz organizacje samorządowe, ostatecznie projektu nie zrealizowano. 
Od 1994 roku Towarzystwo Samorządowe prowadziło szkolenia dla kandydatów, radnych i urzędników samorządowych dotyczące działalności samorządu terytorialnego w Polsce.
Od 1995 roku Towarzystwo Samorządowe organizuje Wielkopolski Konkurs Wiedzy o Samorządzie Terytorialnym. Pierwszy konkurs odbył się 27 maja 1995 roku w Kolegium Nauczycielskim w Koninie. Do 1998 roku w konkursie brali udział tylko uczniowie z terenu województwa konińskiego, następnie jego zasięg rozszerzono na całe województwo wielkopolskie.
Od 1996 roku działacze Towarzystwa Samorządowego wsparli utworzenie izb rolniczych. We wrześniu 1996 roku reprezentanci stowarzyszenia uczestniczyli w I Ogólnopolskim Forum Inicjatyw Pozarządowch.
Po reformie administracyjnej w 1999 roku przestały istnieć rejony stowarzyszenia, a zadania zarządów rejonowych przejęły zarządy powiatowe. Przez pewien czas po reformie struktury stowarzyszenia działały także na terenie województwa łódzkiego (w Uniejowie, Grabowie i Świnicach Warckich). 
Od 2000 roku na terenie gminy Przedecz działa osobne Towarzystwo Samorządowe Ziemi Przedeckiej, zarejestrowane przez Sąd Okręgowy w Koninie 29 grudnia 2000. Założyciele TS Ziemi Przedeckiej byli jednocześnie członkami Towarzystwa Samorządowego. W tym samym roku utworzono Fundusz Stypendialny Towarzystwa Samorządowego, przeznaczonego dla uczniów szkól średnich, gimnazjalistów oraz studentów Państwowej Wyższej Szkoły Zawodowej w Koninie (od 2023 roku Akademii Nauk Stosowanych) z powiatów konińskiego, kolskiego, słupeckiego, wrzesińskiego i gnieźnieńskiego.
W latach 2000–2012 organizowano konkurs „Nasza Europa” dotyczący działalności samorządu terytorialnego w Polsce i Europie oraz Unii Europejskiej. Finał pierwszej edycji konkursu odbył się 21 kwietnia 2001 roku w VIII Liceum Ogólnokształcącym im. Adama Mickiewicza w Poznaniu. W kapitule konkursowej zasiadali m.in. Piotr Buczkowski, Zygmunt Berdychowski, Marian Poślednik, Ryszard Grobelny, Andrzej Wojtyła i Mariusz Poznański.
Od 2001 roku radni Towarzystwa Samorządowego w powiecie tureckim weszli w koalicję z Ruchem Społecznym AWS. W 2002 roku utworzono oddzielne struktury stowarzyszenia dla samego miasta Turku. W 2004 roku utworzono Radę Programową Towarzystwa Samorządowego, w skład której weszli Andrzej Wojtyła, Stanisław Tamm, Marek Ziółkowski, Paweł Arndt, Marian Poślednik, Jacek Konowalski i Bohdan Kamiński, w tym samym roku utworzono także biura powiatowe stowarzyszenia.
Od 2004 roku Towarzystwo Samorządowe posiada status organizacji pożytku publicznego. W 2006 roku Towarzystwo Samorządowe, wspólnie z Wielkopolskim Stowarzyszeniem Sołtysów, Krajowym Stowarzyszeniem Sołtysów i Bankiem Żywności w Koninie uzyskało I miejsce w Konkursie na Najlepsze Dzieło Obywatelskie „Pro Publico Bono”.
Po wybuchu wojny rosyjsko-gruzińskiej wraz z Bankiem Żywności w Koninie Towarzystwo Samorządowe prowadziło akcję charytatywną „Pomoc dla Gruzji”. Datki zbierano także po rosyjskiej inwazji na Ukrainę w lutym 2022 roku.
W 2009 roku w Sanktuarium Matki Bożej Bolesnej w Licheniu poświęcono sztandar Towarzystwa Samorządowego. Gościem honorowym podczas uroczystości był marszałek Sejmu Bronisław Komorowski. Na przełomie 2009 i 2010 roku organizowano Historyczny Konkurs Badawczy „Bohaterowie są wśród nas” dotyczący osób zaangażowanych w transformację systemową w Polsce. W późniejszych latach organizowano także konkursy historyczne dotyczące m.in. stanu wojennego i powstania styczniowego.
Od 2014 roku Towarzystwo Samorządowe organizuje kwestę cmentarną przy cmentarzu katolickim w Kłodawie, podczas której zbierane są datki na renowację zabytkowych nagrobków.
W 2018 roku we współpracy z Komisją Europejską Towarzystwo Samorządowe zorganizowało cykl spotkań i konferencji, w których udział wzięli m.in. Jan Lityński, Waldy Dzikowski i Krzysztof Bobiński.
W 2019 roku Towarzystwo Samorządowe zostało odznaczone odznaką honorową „Za Zasługi dla Miasta Konina” i odznaką honorową „Zasłużony dla powiatu konińskiego”.
Towarzystwo Samorządowe prowadzi również działalność wydawniczą. Publikowane są m.in. monografie dotyczące działalności „Solidarności” na terenie województwa konińskiego.

## Udział w wyborach
W wyborach samorządowych w 1994 roku Towarzystwo Samorządowe wystawiło listę wyborczą w Koninie, z której mandaty do Rady Miejskiej uzyskało 6 radnych. W Koninie TS zawarło porozumienie wyborcze z Unią Wolności, w pozostałych okręgach wyborczych w województwie konińskim członkowie Towarzystwa kandydowali z innych komitetów.
W wyborach samorządowych w 1998 roku kandydaci TS-u do rad powiatu w powiatach kolskim, konińskim, tureckim i słupeckim kandydowali z listy Akcji Wyborczej Solidarność.

### Powiat kolski
Wybory samorządowe w 1998 roku
W wyborach do Rady Powiatu Kolskiego kandydaci Towarzystwa kandydowali z listy komitetu wyborczego AWS. Z ramienia Towarzystwa Samorządowego do Rady Powiatu wybrano 11 radnych, którzy następnie, w 2001 roku, utworzyli Klub Radnych Towarzystwa Samorządowego. W wyborach do rad gminnych i miejskich (oprócz Koła, gdzie również kandydowano z listy AWS) zgłoszono osobne listy Towarzystwa Samorządowego. W powiecie kolskim kandydaci Towarzystwa Samorządowego uzyskali 11,93% głosów i 16 mandatów w radach gmin.
Wybory samorządowe w 2002 roku
W wyborach do rady powiatu mandaty uzyskało 4 kandydatów Towarzystwa Samorządowego. Mandaty radnych uzyskano w gminie Babiak (2), gminie wiejskiej Koło (4), gminie miejskiej Koło (2), gminie Kościelec (1) oraz w gminie Przedecz (6). W gminie Przedecz kandydaci Towarzystwa Samorządowego uzyskali 52,55% głosów. W całym powiecie kandydaci TS uzyskali 14,1% głosów i 18 mandatów radnych. W gminie Babiak wójtem gminy został kandydat Towarzystwa Wojciech Chojnowski.
Wybory samorządowe w 2006 roku
W wyborach do rady powiatu mandaty uzyskało 6 radnych. Mandaty radnych uzyskano w gminie Babiak (6), gminie Grzegorzew (3), gminie Kłodawa (4), gminie wiejskiej Koło (4), gminie miejskiej Koło (1) i gminie Przedecz (6). Na 11 wybranych burmistrzów i wójtów 3 było kandydatami TS: burmistrz Koła Mieczysław Drożdżewski, burmistrz Kłodawy Józef Chudy i wójt gminy Babiak Wojciech Chojnowski. W całym powiecie kandydaci TS uzyskali 20,93% głosów i 23 mandaty radnych.
Wybory samorządowe w 2010 roku
W wyborach do rady powiatu TS uzyskał 4 mandaty. Mandaty radnych uzyskano w gminie Babiak (5), gminie Dąbie (1), gminie Grzegorzew (3), gminie Kłodawa (3), gminie miejskiej Koło (4), gminie wiejskiej Koło (1), gminie Przedecz (5). Na 11 wybranych burmistrzów i wójtów 3 było kandydatami TS: burmistrz Koła Mieczysław Drożdżewski, burmistrz Kłodawy Józef Chudy i wójt gminy Babiak Wojciech Chojnowski. W całym powiecie TS uzyskał 23,79% głosów i 22 mandaty radnych.
Wybory samorządowe w 2014 roku
W wyborach do rady powiatu TS uzyskał 2 mandaty. Mandaty radnych uzyskano w gminie Babiak (5), gminie Kłodawa (2) i gminie miejskiej Koło (10). Na wójta gminy Babiak wybrany został kandydat Towarzystwa Samorządowego Wojciech Chojnowski. 
W Kole kandydat Towarzystwa Samorządowego Mieczysław Drożdżewski przegrał wybory na burmistrza w drugiej turze z wynikiem 45,05%.
Wybory samorządowe w 2018 roku
Mandat radnego uzyskano w gminie Kłodawa. W wyborach burmistrza Koła Towarzystwo Samorządowe poparło kandydata Koalicji Obywatelskiej Roberta Gajdę.

### Powiat koniński
Wybory samorządowe w 1998 roku
W wyborach do rad gminnych i miejskich w powiecie konińskim kandydaci Towarzystwa Samorządowego uzyskali 13,63% głosów i 47 mandatów radnych.
Wybory samorządowe w 2002 roku
W wyborach do rady powiatu mandaty uzyskało 4 kandydatów TS. Mandaty radnych uzyskano w gminie Skulsk (3), gminie Sompolno (2), gminie Wierzbinek (1), gminie Wilczyn (4). W powiecie konińskim TS uzyskał 7,3% głosów i 10 mandatów radnych.
Wybory samorządowe w 2006 roku
W wyborach do rady powiatu kandydaci TS uzyskali 4 mandaty. Mandaty radnych uzyskano w gminie Rzgów (1), gminie Sompolno (1) i gminie Wierzbinek (1). Kandydat TS Tadeusz Słodkiewicz został także wybrany burmistrzem Sompolna. W całym powiecie konińskim uzyskano 4,2% głosów i 3 mandaty radnych.
Wybory samorządowe w 2010 roku
W wyborach do rady powiatu kandydaci TS uzyskali 4 mandaty. Mandaty radnych uzyskano w gminie Rzgów (1), gminie Sompolno (6), gminie Ślesin (1), gminie Wierzbinek (1). W powiecie konińskim kandydaci TS uzyskali 6,7% głosów i 9 mandatów radnych. Wójtem Ślesina został także kandydat popierany przez TS.
Wybory samorządowe w 2014 roku
W wyborach do rady powiatu TS uzyskali 3 mandaty. Mandaty radnych uzyskano w gminie Skulsk (3).
Wybory samorządowe w 2018 roku
W wyborach do rady powiatu TS uzyskało 4 mandaty. Mandaty radnych uzyskano w gminie Rychwał (1) i gminie Sompolno (1). 
Wybory samorządowe w 2024 roku
W wyborach do rady powiatu TS uzyskało 1 mandat. Mandaty radnych uzyskano w gminie Skulsk (1) i Ślesin (2).

### Powiat turecki
Wybory samorządowe w 1998 roku
W Turku Towarzystwo Samorządowe zawarło porozumienie wyborcze z „Solidarnością”, Partią Chrześcijańskich Demokratów, Stronnictwem Konserwatywno-Ludowym, Konfederacją Polski Niepodległej, Zjednoczeniem Chrześcijańsko-Narodowym, Polskim Stronnictwem Ludowym – Porozumieniem Ludowym, Stronnictwem Narodowym i „Solidarnością” Rolników Indywidualnych. Organizacje te wystartowały wspólnie jako Komitet Wyborczy AWS. W wyborach do rad gminnych i miejskich (oprócz Turku, gdzie nie wystawiono samodzielnej listy wyborczej) kandydaci TS uzyskali 17,4% głosów i 26 mandatów radnych.
Wybory samorządowe w 2002 roku
W wyborach do rady powiatu kandydaci TS uzyskali 8 mandatów. W wyborach do rad gminnych i miejskich uzyskali mandaty w gminie Brudzew (3), gminie Kawęczyn (10), gminie Malanów (3), gminie wiejskiej Turek (6), gminie miejskiej Turek (10) i gminie Władysławów (6). Na 9 wybranych w powiecie tureckim burmistrzów i wójtów 4 było kandydatami Towarzystwa Samorządowego: burmistrz Turku Zdzisław Czapla, wójt gminy Kawęczyn Jan Nowak, wójt gminy Malanów Gerard Krzeszewski, wójt gminy Władysławów Krzysztof Zając. W całym powiecie kandydaci TS uzyskali 14,1 głosów i 39 mandatów radnych.
Wybory samorządowe w 2006 roku
W wyborach do rady powiatu TS uzyskał 4 mandaty. Mandaty radnych uzyskano w gminie Kawęczyn (12), gminie Malanów (7), gminie wiejskiej Turek (6), gminie miejskiej Turek (8). Na 9 wybranych burmistrzów i wójtów 4 było kandydatami TS: wójt gminy Kawęczyn Jan Nowak, wójt gminy Malanów Gerard Krzeszewski, wójt gminy Turek Jan Owczarek i burmistrz Turku Zdzisław Czapla. W całym powiecie TS zdobył 24,69% głosów i 33 mandaty radnych.
Wybory samorządowe w 2010 roku
W wyborach do rady powiatu TS uzyskał 4 mandaty. Mandaty radnych uzyskano w gminie Dobra (1), gminie Kawęczyn (10), gminie Malanów (10), gminie Przykona (1), gminie miejskiej Turek (6), gminie wiejskiej Turek (2). 4 kandydaci TS wygrali wybory na burmistrzów lub wójtów: wójt gminy Kawęczyn Jan Nowak, wójt gminy Malanów Gerard Krzeszewski, burmistrz Turku Zdzisław Czapla i wójt gminy Turek Karol Mikołajczyk. W całym powiecie uzyskano 32,42% głosów i 30 mandatów radnych.
Wybory samorządowe w 2014 roku
W wyborach do rady powiatu TS uzyskało 3 mandaty. Mandaty radnych uzyskano w gminie Malanów (2), gminie wiejskiej Turek (12), gminie miejskiej Turek (5) i gminie Kawęczyn (10). 2 kandydatów TS wygrało wybory na burmistrzów i wójtów: wójt gminy Turek Karol Mikołajczyk, wójt gminy Kawęczyn Jan Nowak. Kandydat TS na burmistrza Turku Zdzisław Czapla przegrał wybory w drugiej turze z wynikiem 33,79%.
W 2016 roku jeden z radnych rady miejskiej w Turku opuścił klub radnych Towarzystwa Samorządowego, zostając radnym niezależnym. W 2017 roku kolejny radny Towarzystwa Samorządowego w radzie miejskiej w Turku opuścił klub radnych TS.
Wybory samorządowe w 2018 roku
W wyborach do rady powiatu TS uzyskało 1 mandat. Mandaty radnych uzyskano w gminie Malanów (4), gminie Władysławów (1), gminie wiejskiej Turek (11), gminie miejskiej Turek (1) i gminie Kawęczyn (8). Kandydat TS Jan Nowak wygrał wybory na wójta gminy Kawęczyn, a Karol Mikołajczyk wygrał wybory na wójta gminy Turek. 
Podczas wyborach samorządowych w 2018 roku Towarzystwo Samorządowe w Turku rozpowszechniało ulotki „Kadencja złamanych obietnic” dotyczące obietnic wyborczych burmistrza Turku Romualda Antosika. W związku z rozpowszechnianiem w nich nieprawdziwych informacji sąd wydał wyrok, według którego Towarzystwo Samorządowe musiało sprostować nieprawdziwe informacje zawarte w materiałach wyborczych.
W 2019 roku jedyny radny Towarzystwa Samorządowego w radzie miejskiej w Turku przestał reprezentować TS.
Wybory samorządowe w 2024 roku
W wyborach TS uzyskało 14 mandatów w radzie gminy wiejskiej Turek.
Kandydat TS – Karol Mikołajczyk, wygrał w pierwszej turze wybory na wójta gminy Turek, uzyskując wynik 79,85%.

### Powiat słupecki
W 1998 roku, wyborach do rad gminnych i miejskich w powiecie słupeckim kandydaci Towarzystwa Samorządowego zdobyli 2,91% głosów i 5 mandatów radnych (w gminie Ostrowite).

### Powiat łęczycki
W wyborach w 1998 roku, w powiecie łęczyckim Towarzystwo Samorządowe wystawiło listę wyborczą w gminie Grabów, gdzie uzyskano 1 mandat.

## Organizacja
Władze Towarzystwa Samorządowego tworzą: Zjazd Towarzystwa, Zarząd Wojewódzki, Prezes oraz Komisja Rewizyjna. Władzami Towarzystwa na terenach odpowiednich jednostek terytorialnych są także Zarządy Powiatowe oraz Koła Gminne.
Kadencja władz stowarzyszenia trwa 4 lata. Od 1994 roku nieprzerwanie prezesem Towarzystwa Samorządowego jest Ireneusz Niewiarowski.